# ميدالية ليونارد
ميدالية ليونارد هي ميدالية تقدم من جمعية الأرصاد الجوية تهدف إلى تكريم المساهمات البارزة في علوم الأرصاد الجوية والفلك. تأسست في عام 1962 لتكريم الرئيس الأول للجمعية، فريدريك ليونارد.

## الفائزون
الجائزة تعطى بصورة سنوية وعلى عكس الجوائز الفلكية الأخرى لم تتوقف في أي عام. لا تنظر الجمعية إلى العرق، الجنس أو جنسية عالم الفلك.
.
- عام 1966: كارلايل سميث بيلز.[6]
- عام 1967: هارفي إتش نينينغر.[7]
- عام 1968: إيرنست جولياس أوبك.[8]
- عام 1969: هارولد يوري.
- عام 1970: فريد لورانس ويبل.[9]
- عام 1971: إ. ل. كرينوف.
- عام 1972: براين هارولد ماسون.
- عام 1973: جون رينولدز.[10]
- عام 1974: إدوارد أندرس.
- عام 1975: جيرالد ج. واسربورج.
- عام 1976: جيمس ارنولد.[11]
- عام 1977: هانز سوس.[12]
- عام 1978: جون أ. وود.
- عام 1979: بول رمدهر.[13]
- عام 1980: هاينريش وانكي.
- عام 1981: جورج ويذريل.
- عام 1982: روبرت ن. كلايتون.[14]
- عام 1983: يوهانس جيس.
- عام 1984: ب. ي. ليفين.
- عام 1985: يوجين ميرل شوميكر.[15]
- عام 1986: رالف بلكناب بالدوين.[16]
- عام 1987: ماساتاك هوندا.
- عام 1988: كلاوس كيل.[17]
- عام 1989: فيكتور سافرونوف.[18]
- عام 1990: بيتر ابرهاردت.
- عام 1991: دونالد دي كلايتون.[19]
- عام 1992: جون ت. واسون.
- عام 1993: روبرت م. ووكر.
- عام 1994: أليستر كاميرون.[20]
- عام 1995: فريدريش بيجمان.
- عام 1996: دونالد إي براونلي.
- عام 1997: ارنست زينر.
- عام 1998: س. روس تايلور.
- عام 1999: غرينفيل تيرنر.
- عام 2000: غونتر دبليو.
- عام 2001: هاري ماك سوين الابن.[21]
- عام 2002: دونالد دى بوجارد.
- عام 2003: هربرت بالمي.
- عام 2004: مايكل جوليان دريك.[22]
- عام 2005: جوزف ا. غولدشتاين.
- عام 2006: مايكل جيه غافي.
- عام 2007: ميشيل موريت.
- عام 2008: إدوارد د. سكوت.
- عام 2009: لورنس غروسمان.
- عام 2010: هيروشي تاكيدا.
- عام 2011: فرانسوا روبرت.
- عام 2012: دونالد بورنيت.
- عام 2013: أحمد الجوري.
- عام 2014: روجر هيوينز.
- عام 2015: جيفري كوزي.
- عام 2016: هيروكو ناجاهارا.
- عام 2017: مارك تيمينز.
- عام 2018: ساشا كروت.
- عام 2019: هيسايوشي يوريمووتو.

## وصلات خارجية
- لحظة استلام البروفسور روجر إتش. هيوينز لميدالية ليونارد.
- لجنة ميدالية ليونارد، جمعية الأرصاد الجوية.